# جورج جونسون (ملاكم)
جورج جونسون (بالإنجليزية: George Johnson)‏ هو ملاكم محترف أمريكي سابق.

## المسيرة الاحترافية
من نزالاته:
- تعادل مع سكوت ليدوكس (1975/08/14).
- خسر أمام جيري كواري (1975/02/25).
- خسر أمام رون لايل بالضربة القاضية (1972/03/25).
- خسر أمام جو بوجنر (1970/11/03).
- خسر أمام جورج فورمان بالضربة الفنية القاضية (1970/05/16).
- خسر أمام جيري كواري (1970/03/19).
- خسر أمام سوني ليستون بالضربة الفنية القاضية (1969/05/19).
- خسر أمام جو فريزر (1967/05/04).
- خسر أمام إدي مشن (1966/09/29).
- خسر أمام جيري كواري بالضربة الفنية القاضية (1966/04/07).

## روابط خارجية
- جورج جونسون على موقع بوكس ريك (الإنجليزية) (registration required)